# Tomasz Sikora
Pour les articles homonymes, voir Sikora.
Tomasz Sikora, né le 21 décembre 1973 à Wodzisław Śląski, est un biathlète polonais licencié au club NKS Dynamit Chorzów.
Champion du monde de l'individuel 20 km en 1995, médaille d'argent de cette même épreuve en 2004, il a ensuite obtenu la médaille d'argent de la mass start (départ groupé) aux Jeux olympiques d'hiver de 2006 derrière Michael Greis. Il est ainsi le seul biathlète médaillé olympique de l'histoire de la Pologne.

## Biographie
Il a commencé à pratiquer le biathlon durant son adolescence en 1987 dans le club de SKS Ryfama Rybnik. En 1992, il est double médaillé d'or aux Championnats de Pologne junior. Il fait ses débuts internationaux en 1993, où il remporte une médaille d'argent aux Championnats du monde juniors et dispute ses premières courses de Coupe du monde. Il connait rapidement les honneurs puisqu'il monte sur son premier podium dès sa troisième course, terminant deuxième à Bad Gastein. Aux Jeux olympiques de Lillehammer en 1994, il est désigné porte-drapeau de la Pologne pour la cérémonie d'ouverture. En 1995, il remporte son premier et unique titre de champion du monde à Antholz sur l'individuel. Aux Championnats du monde d'Osrblie en 1997, il obtient la médaille de bronze de l'épreuve par équipes avec la Pologne.
Il connait par la suite plusieurs saisons sans résultats notables et songe à mettre fin à sa carrière sportive après les Jeux olympiques de Salt Lake City en 2002. Il revient cependant sur sa décision et poursuit sa carrière lors de la saison 2002-2003 où il réalise plusieurs top 10 et se classe neuvième au général. En 2004, aux Championnats du monde disputés à Oberhof, il décroche sa deuxième médaille mondiale, en argent derrière Raphaël Poirée, toujours sur l'individuel 20 km.
En 2006, il participe à ses quatrièmes Jeux olympiques à Turin, apportant une médaille d'argent lors de la mass-start (départ en masse) à la Pologne. Il s'agit du premier podium olympique dans ce sport pour son pays. En fin de saison, il s'impose à Kontiolahti sur la mass-start, onze ans après sa première victoire mondiale et remporte le petit globe du sprint de Coupe du monde avec quatre points d'avance sur Ole Einar Bjørndalen.
Durant la saison 2007-2008, il ajoute deux nouvelles victoires à son palmarès, un sprint à Oberhof puis une mass-start à Khanty-Mansiïsk. En gagnant l'individuel des Championnats d'Europe le même hiver, il porte son nombre de titres européens à six, un record.
Sikora entame la Coupe du monde 2008-2009 par un succès lors de la poursuite d'Östersund. Il continue sa saison avec d'autres podiums lui permettant d'atteindre le deuxième rang au classement général final. Aux Jeux olympiques d'hiver de 2010, il se place notamment septième de l'individuel, pour sa cinquième participation à l'événement planétaire.
En 2011, en conclusion de la saison de Coupe du monde, il monte sur son 23e et dernier podium en terminant deuxième de la mass start de Fort Kent.
À la fin de l'hiver 2011-2012, où il n'a pas figuré parmi les meilleurs, il décide de se retirer du biathlon de haut niveau. Il devient entraîneur des jeunes polonais après sa carrière sportive.
En 2017, il apparaît à la télévision dans une publicité pour les vêtements thermoactifs Brubeck. 

## Palmarès

### Jeux olympiques
| Épreuve / Édition                   | Individuel | Sprint | Poursuite                        | Départ en masse                    | Relais |
| Jeux olympiques 1994 Lillehammer    | —          | 32e    | Épreuve inexistante à cette date | Épreuve inexistante à cette date   | 8e     |
| Jeux olympiques 1998 Nagano         | 47e        | 28e    | Épreuve inexistante à cette date | Épreuve inexistante à cette date   | 5e     |
| Jeux olympiques 2002 Salt Lake City | 46e        | 31e    | 25e                              | Épreuve inexistante à cette date   | 9e     |
| Jeux olympiques 2006 Turin          | 21e        | 19e    | 18e                              | Médaille d'argent, Jeux olympiques | 13e    |
| Jeux olympiques 2010 Vancouver      | 7e         | 29e    | 18e                              | 11e                                | —      |

Légende :
- : épreuve inexistante lors de cette édition.

### Championnats du monde
| Mondiaux \ Épreuve         | Individuel               | Sprint            | Poursuite                        | Départ en masse                  | Relais            | Course par équipes               | Relais mixte                     |
| Antholz 1995               | Médaille d'or, monde     | 29e               | Épreuve inexistante à cette date | Épreuve inexistante à cette date | 7e                | 18e                              | Épreuve inexistante à cette date |
| Ruhpolding 1996            | 6e                       | 15e               | Épreuve inexistante à cette date | Épreuve inexistante à cette date | 7e                | -                                | Épreuve inexistante à cette date |
| Osrblie 1997               | 28e                      | 17e               | 21e                              | Épreuve inexistante à cette date | 6e                | Médaille de bronze, monde        | Épreuve inexistante à cette date |
| Pokljuka / Hochfilzen 1998 | JO Nagano                | JO Nagano         | 14e                              | Épreuve inexistante à cette date | JO Nagano         | 4e                               | Épreuve inexistante à cette date |
| Kontiolahti / Oslo 1999    | 14e                      | 59e               | -                                | -                                | 14e               | Épreuve inexistante à cette date | Épreuve inexistante à cette date |
| Oslo 2000                  | 32e                      | 21e               | 47e                              | 18e                              | 11e               | Épreuve inexistante à cette date | Épreuve inexistante à cette date |
| Pokljuka 2001              | 18e                      | 15e               | 16e                              | 20e                              | 6e                | Épreuve inexistante à cette date | Épreuve inexistante à cette date |
| Oslo 2002                  | JO Salt Lake City        | JO Salt Lake City | JO Salt Lake City                | 25e                              | JO Salt Lake City | Épreuve inexistante à cette date | Épreuve inexistante à cette date |
| Khanty-Mansiïsk 2003       | 9e                       | 11e               | 7e                               | 14e                              | -                 | Épreuve inexistante à cette date | Épreuve inexistante à cette date |
| Oberhof 2004               | Médaille d'argent, monde | 17e               | 6e                               | 4e                               | 11e               | Épreuve inexistante à cette date | Épreuve inexistante à cette date |
| Hochfilzen 2005            | 5e                       | 9e                | 10e                              | 5e                               | 8e                | Épreuve inexistante à cette date | 8e                               |
| Pokljuka 2006              | JO Turin                 | JO Turin          | JO Turin                         | JO Turin                         | JO Turin          | Épreuve inexistante à cette date | 8e                               |
| Antholz 2007               | 21e                      | 5e                | 7e                               | 21e                              | 13e               | Épreuve inexistante à cette date | 11e                              |
| Östersund 2008             | 30e                      | 11e               | 11e                              | 21e                              | 17e               | Épreuve inexistante à cette date | 6e                               |
| Pyeongchang 2009           | 9e                       | 16e               | 4e                               | 6e                               | 13e               | Épreuve inexistante à cette date | 8e                               |
| Ruhpolding 2012            | 37e                      | 54e               | 51e                              | -                                | 22e               | Épreuve inexistante à cette date | 13e                              |

### Coupe du monde
- Meilleur classement général : 2e en 2009.
- Vainqueur de la Coupe du monde de sprint en 2006.
- selon l'Union internationale de biathlon, qui inclut les Jeux olympiques et les Championnats du monde :

23 podiums individuels : 5 victoires, 9 deuxièmes places et 9 troisièmes places (au sens strict, 20 podiums, 4+7+9).
- 1 podium en relais : 1 troisième place.

#### Classements en Coupe du monde
| Saison    | Classement général final | Individuel | Sprint | Poursuite                        | Mass start                       |
| 1992-1993 | nc                       | nc         | nc     | Épreuve inexistante à cette date | Épreuve inexistante à cette date |
| 1993-1994 | 43e                      | ?          | ?      | Épreuve inexistante à cette date | Épreuve inexistante à cette date |
| 1994-1995 | 16e                      | ?          | ?      | Épreuve inexistante à cette date | Épreuve inexistante à cette date |
| 1995-1996 | 26e                      | ?          | ?      | Épreuve inexistante à cette date | Épreuve inexistante à cette date |
| 1996-1997 | 40e                      | 52e        | 34e    | 36e                              | Épreuve inexistante à cette date |
| 1997-1998 | 33e                      | 31e        | 40e    | 28e                              | Épreuve inexistante à cette date |
| 1998-1999 | 57e                      | 32e        | ?      | ?                                | -                                |
| 1999-2000 | 24e                      | 28e        | 23e    | 34e                              | 17e                              |
| 2000-2001 | 26e                      | 22e        | 27e    | 35e                              | 20e                              |
| 2001-2002 | 34e                      | 24e        | 59e    | 54e                              | 8e                               |
| 2002-2003 | 9e                       | 7e         | 12e    | 10e                              | 13e                              |
| 2003-2004 | 7e                       | 3e         | 17e    | 9e                               | 8e                               |
| 2004-2005 | 12e                      | 5e         | 15e    | 14e                              | 4e                               |
| 2005-2006 | 4e                       | 19e        | 1re    | 9e                               | 3e                               |
| 2006-2007 | 18e                      | 11e        | 19e    | 22e                              | 13e                              |
| 2007-2008 | 12e                      | 14e        | 12e    | 12e                              | 10e                              |
| 2008-2009 | 2e                       | 9e         | 2e     | 3e                               | 10e                              |
| 2009-2010 | 18e                      | 6e         | 31e    | 14e                              | 19e                              |
| 2010-2011 | 29e                      | 9e         | 46e    | 31e                              | 23e                              |
| 2011-2012 | 72e                      | 44e        | 88e    | 78e                              |                                  |

#### Podiums
- 23 podiums individuels : 5 victoires, 9 deuxièmes places et 9 troisièmes places.

| Résultat  | Individuel | Sprint | Poursuite | Départ en masse | Total |
| --------- | ---------- | ------ | --------- | --------------- | ----- |
| 1re place | 1          | 1      | 1         | 2               | 5     |
| 2e place  | 2          | 2      | 3         | 2               | 9     |
| 3e place  | 2          | 3      | 3         | 1               | 9     |

#### Détail des victoires
| Saison / Épreuve | Individuel             | Sprint  | Poursuite | Départ en masse | Total |
| 1994-1995        | Antholz (Ch. du monde) |         |           |                 | 1     |
| 2005-2006        |                        |         |           | Kontiolahti     | 1     |
| 2007-2008        |                        | Oberhof |           | Khanty-Mansiïsk | 2     |
| 2008-2009        |                        |         | Östersund |                 | 1     |
| Total            | 1                      | 1       | 1         | 2               | 5     |

### Championnats d'Europe
- Médaille d'or de la poursuite en 2000, 2004 et 2007.
- Médaille d'or de l'individuel en 2004 et 2008.
- Médaille d'or de sprint en 2007.
- Médaille d'argent de relais en 2000 et 2001.
- Médaille d'argent de l'individuel en 1997 et 2002.
- Médaille d'argent de sprint en 2004.
- Médaille de bronze de sprint en 2002.
- Médaille de bronze de relais en 2004.

### Championnats du monde junior
- Médaille d'argent du sprint en 1993.

### Championnats du monde de biathlon d'été
- Médaille de bronze du relais en 1998.
- Médaille d'or du relais mixte en 2010.